# Schlunz
Schlunz (seltener Schlonz) bezeichnet landläufig einen unordentlichen, unsauberen Menschen. Im Laborbereich bezeichnet es einen schwer zu beseitigenden Rückstand in Laborgefäßen nach chemischen Reaktionen. In der Marine ist es eine inoffizielle Bezeichnung für das Bordlazarett oder das Krankenrevier.

## Wortherkunft und Wortbedeutung
Die Herkunft des Wortes ist unklar, doch finden sich gemäß dem Grimmschen Wörterbuch bereits im 14. Jahrhundert Verwendungen von Schlunz oder seinen Varianten Schlonz, slunt, sluntzel (Verkleinerungsform), slunte/schlumpe (weibliche Form) o. Ä. Stets ist damit etwas Schlaffes, Unreines oder Unordentliches gemeint, seien es Gegenstände (Lumpen, Lappen), Nahrungsmittel (dickbreiige Suppen, aber auch ein Erfurter Bier), Orte (Kasernen) oder Personen. Die gleiche Wortbedeutung hat das neuzeitliche (Schimpf-)Wort Schlampe (engl. „slut“) für nachlässig gekleidete, unordentliche oder lotterhafte Frauen.
Als Verb ist die Form „schlunzen“ bekannt, das für „nachlässig sein, müßig sein“ steht. Auch das Adjektiv „schlampig“ für „nachlässig“ dürfte sich auf den gleichen Wortstamm zurückführen lassen.

## Sprachgebrauch

### Lokaler Sprachgebrauch
In der Ruhrgebietssprache wie auch im Sauerländischen bezeichnet Schlunz einen unordentlichen, unsauberen Menschen. Im Hessischen ist eine Schlunze eine unordentliche Frau.  Es gibt auch die Verniedlichungsform „Schlönzken“ und bezieht sich oft auf unordentliche Kleinkinder.
Im Rheinländischen bezeichnet Schlunz zudem auch Abfall, Unrat, überflüssiges Zeug.

### Laborjargon
In der Chemiker- und Laborantensprache (Laborjargon) bezeichnet Schlunz einen bei vielen chemischen Laborreaktionen (Analysen, Synthesen, besonders aber Destillationen) auftretenden nicht näher identifizierbaren Rückstand. Bei organischen Synthesen ist es meist eine bräunlich-schwarze, häufig teerartige Substanz, die vermischte Zersetzungsprodukte der Ausgangsmaterialien enthält. Schlunz ist unerwünscht, da er fest an den benutzten Glasgeräten haftet und sich nur äußerst mühsam entfernen lässt.

### Fachsprache
Als „Schlunzen“ werden gerollte Tabakblätter bezeichnet, die zu Priemen (Kautabak) verarbeitet werden.